# Stará Lesná
Stará Lesná (in ungherese Felsőerdőfalva, in tedesco Altwalddorf) è un comune della Slovacchia facente parte del distretto di Kežmarok, nella regione di Prešov.